# Braganey
Braganey é um município brasileiro do estado do Paraná.  Sua população, conforme estimativas do IBGE de 2020, era de 5 382 habitantes.
A distância rodoviária até Curitiba, capital administrativa estadual, é de 492 quilômetros.

## História
Atraídos pela fertilidade da terra, por volta de 1950, emigrantes, principalmente de Santa Catarina, chegaram à região onde se localiza o município de Braganey. 
A família pioneira de Joaquim Correa e outros colonos que vieram em seguida, inicialmente se instalaram às margens do Rio Tigre, atual Rio Novais, começando o desmatamento para ocupação da localidade e plantação de culturas,entre elas, o café. 
Não contente com a colonização, alguns anos antes, da região do rio Tigre, depois batizado de rio Novais, em Corbélia, em 1960, Izidoro Primo Frare se uniu às famílias de Joaquim Correa e Pedro Pereira de Godoy para abrir um novo projeto de colonização, com venda de lotes rurais e também urbanos, no qual foi organizado um arruamento. 
Desse esforço veio redundar a formação da cidade de Braganey. 
No município há rios com corredeiras, que possibilitam a prática de esportes radicais.

## Etimologia
O nome do município é uma homenagem ao ex-governador do estado  do Paraná, Ney Aminthas de Barro Braga e resulta da junção de sobrenome "Braga" ao prenome "Ney", uma vez a legislação impede o uso de nome de pessoas vivas em logradouros e bens públicos.